# Emelie Helmvall
Emelie Helmvall, född 12 juli 1993, är en svensk fotbollsspelare som spelar som anfallare.
Fram till 2017 spelade Helmvall i Alviks IK, IS Halmia, Halmstad BK, Piteå IF Dam, Infjärdens SK och Notvikens IK. Under 2017 återvände Helmvall till Assi IF när de gick upp i Elitettan. I december 2017 blev det klart att Helmvall skrivit på för ännu en säsong för Kalixklubben, trots en knäskada hon dragits med.
Helmvall lämnade Assi IF för norska klubben FL Fart i augusti 2019. Hon spelade 10 matcher och gjorde 2 mål. I januari 2020 skrev Helmvall på för italienska serie-A klubben Pink Bari. Efter en och en halv säsong i Bari bytte hon 2021 italiensk klubb till UC Sampdoria.